# Porta Flumentana
La Porta Flumentana també anomenada Fornix Augusti era una de les portes de la Muralla Serviana, que s'obria entre la Porta Trigemina i la Porta Carmentalis a l'antiga Roma.

## Situació
La porta es trobava prop del riu Tíber d'on va prendre el nom (flumen vol dir riu), a l'indret on el Vicus Tuscus, després d'unir-se a la Nova Via, creuava el traçat de la Muralla Servia, per la vora esquerra de la Cloaca Maxima. Podria estar vinculada, segons alguns autors, al Pons Aemilius, però això sembla poc probable, d'una banda perquè quan es va construir l'any 179 aC, la muralla Serviana va haver de ser desmuntada en part en aquell lloc, i d'altra banda, l'orientació actual del pont es deu a la seva reconstrucció sota August.
Els autors antics anomenaven extra porta Flumentanam a la part sud del Camp de Mart que ocupaven en part riques cases o domus.

## Història
August com a Pontifex Maximus va reconstruir la porta, poc després de l'any 12 aC. Va prendre la forma d'un arc de triomf de marbre que s'obria al carrer que entrava al Pons Aemilius. Segons l'arqueòleg italià Filippo Coarelli, les dues bases dedicades a Gai Cèsar i a Luci Cèsar descobertes prop del Temple de Portunus devien emmarcar l'arc.